# アラモ (1960年の映画)
『アラモ』(The Alamo)は、1960年に公開された西部劇映画。テキサス独立戦争中の1836年に起こったアラモの戦いを題材としている。主演はジョン・ウェインで、監督と制作も兼任している。そのほかの出演は、リチャード・ウィドマークやローレンス・ハーヴェイなど。撮影には70mmフィルムが用いられている。ユナイテッド・アーティスツ配給。

## 解説
本作ではアラモの戦いとそれに至るまでの出来事を描いている。当時、独立を目指すテキサス軍を指揮していたサム・ヒューストン将軍は、不十分な軍の再編を行うべく時間を必要としていた。一方、サンタ・アナ将軍率いるメキシコ軍は兵力・装備・訓練のどれを取ってもテキサス軍に優っている。しかし、それにもかかわらずテキサス軍は非常に高い士気を保っていた。
その頃、サンアントニオ郊外での任務を終えたウィリアム・トラビス中佐はアラモに守備隊長として派遣される。そこにジム・ボウイが援軍として到着し、さらにテネシー州の義勇兵中隊を率いたデイビー・クロケットも現れる。クロケットはトラビスと会談し、その悲惨な状況を聞いた上で部下と共にアラモの守備隊に合流することを決意する。

## あらすじ
1830年代、テキサスはメキシコの領地だった。多数の移民が流入する中、軍事独裁制のメキシコからの分離独立を目指すテキサス革命が起こった。合衆国のヒューストン将軍は、劣勢な革命軍を立て直す時間を稼ぐ為に、トラビス中佐にアラモ砦の死守を命じた。
アラモ砦は、伝導所の廃墟を改造した貧弱な施設だった。1836年、僅か187名で砦に駐留するトラビス中佐。対するメキシコ軍は統制のとれた大軍で、勝敗は初めから明らかだった。そこに駆けつけるジム・ボウイやデイビー・クロケットの率いる数十名の義勇軍。ボウイとクロケットは共に合衆国の伝説的な英雄であり、男臭い熱血漢だった。
近くの町で、メキシコ軍のシンパに蹂躪される美しい未亡人を救うクロケット。クロケットと共に、メキシコ側が隠した大量の火薬を奪うボウイ。クロケットは言葉巧みに、近隣の住人たちを味方に引き入れ、食料としてメキシコ軍の財産である牛を、百頭も奪って砦に追い込んだ。しかし、メキシコ軍は圧倒的な勢力で、指揮官のトラビス中佐は更なる援軍の到着を心待ちにしていた。
6千の敵軍に包囲されるアラモ砦。砦には、夫に同行して来た多くの妻子も留まっていた。女性と幼児の退去を勧めるメキシコ軍。涙ながらに砦を去る妻子たち。当初は善戦し、10日間は持ち堪える革命軍。たが、もはや援軍が期待できないことは明らかだった。正規軍以外の兵に名誉ある撤退を勧めるトラビス中佐。だが、クロケットたち義勇軍は誰一人引かなかった。
13日の攻防の末に、革命軍は全滅した。トラビス中佐の腹心であるディキンソン大尉の夫人と幼い子供たちは、最後まで踏み留まって生き残り、メキシコ軍が敬礼する中、堂々と砦を後にした。砦は落ちたが、メキシコ軍を引き留めた功績と、その武勇が味方に残した意義は計り知れなかった。

## キャスト
| 役名                           | 俳優                     | 日本語吹替                                                         |
| 役名                           | 俳優                     | NETテレビ版                                                        |
| ------------------------------ | ------------------------ | ------------------------------------------------------------------ |
| デイビー・クロケット大佐       | ジョン・ウェイン         | 納谷悟朗                                                           |
| ジム・ボウイ大佐               | リチャード・ウィドマーク | 大塚周夫                                                           |
| ウィリアム・トラビス大佐       | ローレンス・ハーヴェイ   | 広川太一郎                                                         |
| スミティ                       | フランキー・アバロン     | 富山敬                                                             |
| ジェームス・ボーナム大尉       | パトリック・ウェイン     |                                                                    |
| フラカ                         | リンダ・クリスタル       | 池田昌子                                                           |
| スー・ディキンソン夫人         | ジョーン・オブライエン   | 沢田敏子                                                           |
| 養蜂家                         | チル・ウィルス           | 真木恭介                                                           |
| フアン・セギン                 | ジョセフ・カレイア       | 千葉順二                                                           |
| アルメロン・ディキンソン大尉   | ケン・カーチス           | 小林修                                                             |
| レイエス中尉                   | カルロス・アルーザ       | 寺島幹夫                                                           |
| ジェスロ                       | ジェスター・ヘアストン   | 松村彦次郎                                                         |
| ブラインド・ネル・ロバートソン | ヴィダ・アン・ボーグ     | 稲葉まつ子                                                         |
| ジョッコ・ロバートソン         | ジョン・ディアクス       | 槐柳二                                                             |
| ギャンブラー                   | デンバー・パイル         | 西田昭市                                                           |
| リサ                           | アイッサ・ウェイン       | 貴家堂子                                                           |
| 男                             | ハンク・ウォーデン       | 宮内幸平                                                           |
| サザーランド医師               | ウィリアム・ヘンリー     | 大宮悌二 千葉順二                                                  |
| ニール大佐                     | ビル・ダニエル           | 杉田俊也                                                           |
| エミール                       | ウェスリー・ラウ         | 羽佐間道夫                                                         |
| テネシー人                     | チャック・ロバーソン     | 大宮悌二                                                           |
| アイリッシュ・フィン中尉       | グイン・ウィリアムズ     | 西尾徳                                                             |
| サンタ・アナ大元帥             | ルーベン・パディラ       |                                                                    |
| サム・ヒューストン将軍         | リチャード・ブーン       | 金井大                                                             |
| ブル                           | トム・ヘネシー           | 田中康郎                                                           |
| ボブ                           | ジャック・ウィリアムズ   | 今西正男                                                           |
| ナレーション                   | N/A                      | 小林清志                                                           |
| 不明 その他                    | N/A                      | 水島晋 飯塚昭三 たてかべ和也 恵比寿まさ子 筈見純 熊倉重之 島木綿子 |
| 日本語版制作スタッフ           |                          |                                                                    |
| 演出                           | 演出                     | 小林守夫                                                           |
| 翻訳                           | 翻訳                     | 木原たけし                                                         |
| 効果                           | 効果                     | 遠藤堯雄 湯山欣一                                                  |
| 調整                           | 調整                     | 前田仁信                                                           |
| 制作                           | 制作                     | 東北新社                                                           |
| 初回放送                       | 初回放送                 | 1972年10月8日・15日 『日曜洋画劇場』                               |

※日本語吹替はニューラインから2024年12月4日に発売された「吹替シネマCLASSICS」シリーズ『アラモ -TV吹替音声収録版-』に収録。当初ノーカットとされていたが6秒間だけ欠落があり該当箇所のみオリジナル音声・日本語字幕になる。

## 撮影の背景
ジョン・ウェインがアラモの戦いに関する映画の製作に乗り出したのは1945年であった。彼は脚本家ジェームズ・エドワード・グラントを雇い、脚本の準備を始めた。この折、ジョン・フォードの息子であるパット・フォードもアシスタントとして雇われている。しかし脚本がほとんど完成する頃になって、撮影予算の上限300万ドルをめぐってウェインとリパブリック映画社長ハーバート・イェーツが衝突した。結局、ウェインとリパブリック映画の間には大きな確執が生まれ、ウェインが去ったことで映画の企画自体も中止されてしまった。この時に用意された脚本は後に書きなおされ、1955年に『アラモの砦』(The Last Command)として映画化されている。

## 製作
ウェインとプロデューサーのロバート・フェローズは制作会社バジャック・プロダクションを設立する。1952年に設立された際はウェイン/フェローズ・プロダクション(Wayne/Fellows Productions)という社名だったが、1956年に映画『怒涛の果て』に登場する架空の貿易商社の名前を取ってバジャック・プロダクション(Batjac Productions)に改名した。ウェインはアラモに関する映画について、当初は監督と製作の立場から参加して出演は行わないつもりだった。しかし、彼が出演しない場合を前提に算出された推定興行収入は決して利益を保証しうるものではなく、撮影予算の支援は得られなかった。1956年、ユナイテッド・アーティスツ(UA)との契約を結ぶ。この中で、UAは250万ドルの予算提供と宣伝を担当し、同時にバジャック側に対しては150万ドルから250万ドルの拠出とウェインの出演という条件を課した。また、ある裕福なテキサス人もテキサスでの撮影を条件にバジャックに対する援助を申し出た。

### 撮影セット

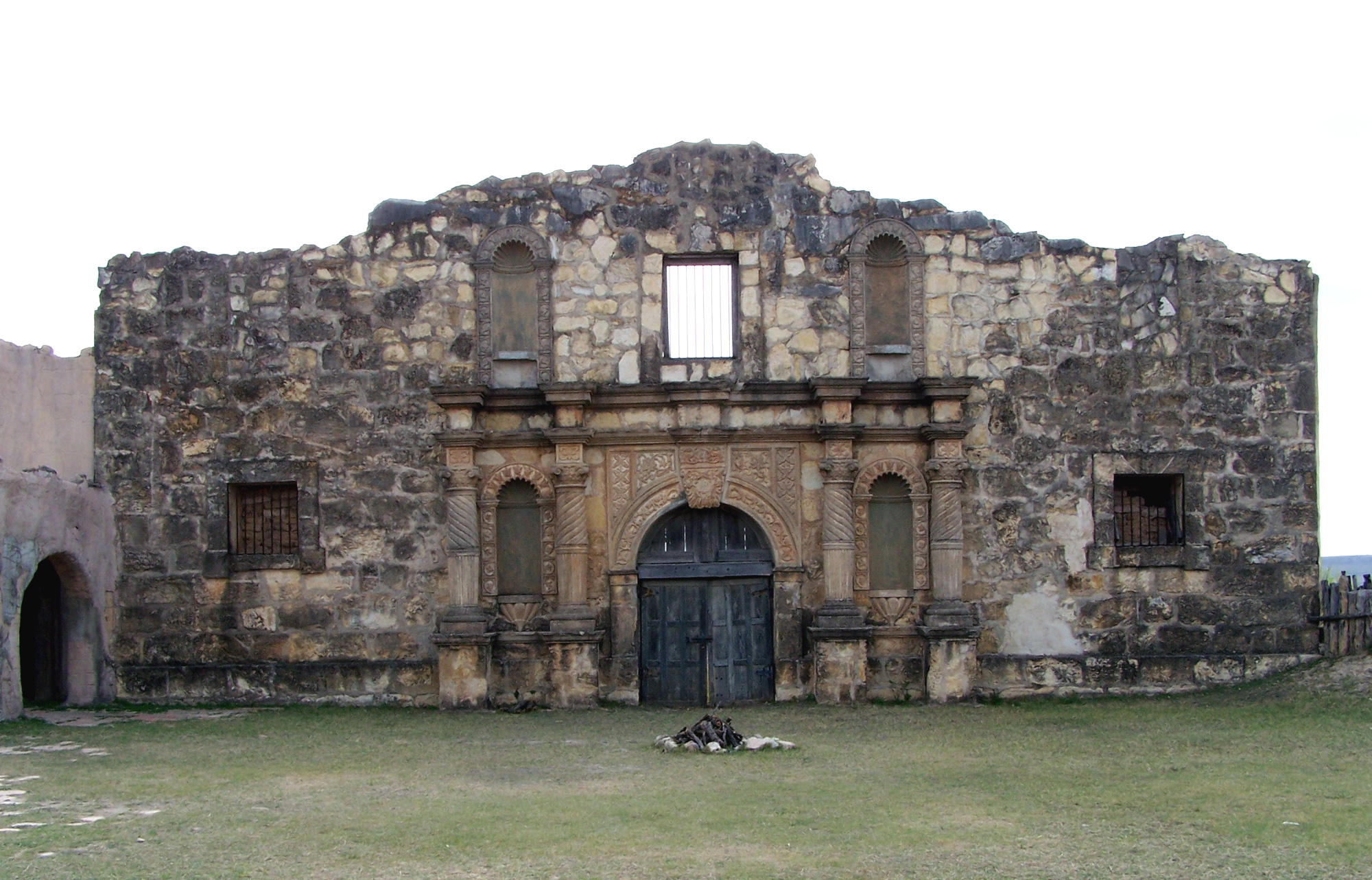
撮影にあたって再現されたアラモ伝道所

撮影セットはテキサス州ブラッケットビル近郊、ジェームズ・T・シャーハン(James T. Shahan)が保有する牧場の中に設置された。このセットは撮影後も残され、後にアラモ村と呼ばれるようになった。建築業者チャット・ロドリゲス(Chatto Rodriquez)がセット建築の責任者で、建築に先立ってブラッケットビルの町からセットまでのおよそ14kmに道路舗装を行ったという。さらに一日あたり12,000ガロンの水を使用するという前提で6つの井戸と下水道を設置し、5000エーカー分の馬の囲いも設置した。
ロドリゲスと共に働いたアートデザイナーはアルフレッド・イバラである。歴史家のランディ・ロバーツやジェームズ・オルソンは「映画史上最も本格的な撮影用セットではないか」と記している。アラモ伝道所の壁を作る為の15,000個を超える日干しレンガも、全て手作業で製造された。最終的に2年以上を掛けて完成した伝道所は本物の3/4程度の大きさで、『アラモ』撮影後も100作を超える西部劇映画で使用されることになった。

### キャスティング
当初、ウェインは演出に集中するべく端役に過ぎないサム・ヒューストン将軍を演じる予定だった。しかし先述の通り、出資者らは「ジョン・ウェイン映画」である事を期待していた為、ウェインに主演を務めるように求めた。結局、ウェインはデイビー・クロケットを演じることに決まり、ヒューストン将軍の役はリチャード・ブーンに引き継がれた。ウェインはジム・ボウイ役にリチャード・ウィドマーク、ウィリアム・トラビス役にローレンス・ハーヴェイをキャスティングした。
ハーヴェイが選ばれたのは、ウェインが英国の舞台俳優を高く評価していたからであった。またハーヴェイ自身が最も緊張したのは、テキサス訛りでシェイクスピアの引用を行うシーンだったという。他の役割は息子パトリックや娘アリサなどウェインの家族やその他の親しい友人に割り当てられた。後に西部劇のソングライターやスタントマンとして名を知られるようになるルディ・ロビンスもテネシーの義勇兵としてわずかながら出演している。
撮影が始まってまもなくして、ウィドマークは役柄への不満から降板を示唆するようになった。しかし、法的措置の寸前に映画完成まで協力することに合意した。また撮影中、彼は脚本家のバート・ケネディに頼んで台詞のいくつかを書きなおさせたという。
歌や踊りの仕事から脱却したかったサミー・デイヴィスJr.は奴隷役での出演をウェインに打診している。各方面からの反対を受けてデイヴィスの出演は取り消されたが、これはデイヴィスが白人女優のメイ・ブリットと付き合っていたことと少なからず関係があるという。

### 演出・監督
ウェインの師匠でもあるジョン・フォードは撮影班に招かれなかったが、それでも撮影に関与しようとしばしば圧力を掛けた。やがてフォードは第2撮影班を率いて勝手な撮影を始めたが、ウェインは自らの監督としての権威を維持する為に彼らを追い出した。こうした経緯から、フォードの撮影した映像は一切使用されていないにもかかわらず、しばしば誤って「フォードは本作におけるノンクレジットの協同監督」と記載される。
映画に携わった人々は、長い会話シーンを好む脚本家ジェームズ・グラントを重用していたものの、ウェイン自身は非常に知的で才能のある監督だったと述べている。ロバーツとオルソンは彼の監督手法に関して、「有能、しかし目立とうとはしない」と評している。一方、ウィドマークは彼や他の役者に対してウェインが演技指導を行なったり、キャラクターに関する独自の解釈を述べるのを好んだ点が不満だったという。

### 撮影
撮影にはトッドAO方式の70mmフィルムが用いられている。
撮影は1959年9月9日に始まった。フランキー・アバロンら何人かの俳優は、テキサスでの撮影と聞いてガラガラヘビを恐れていたという。またコオロギが俳優の肩に止まっていたり、カメラの前に飛び込んできたり、またはその鳴き声のせいでNGテイクとなる事も多かったという。端役として出演していたレジェーン・エスリッジは撮影途中に家庭内暴力を受けて死去し、ウェインは証言者として審問に呼び出されている。
ハーヴェイは大砲の反動を忘れており、降伏勧告への答えとして砲撃を行うシーンにて砲撃を行なったところ、反動で後退した大砲が彼の足を踏み潰し、骨折させた。しかしウェインが「カット」と叫ぶまで、ハーヴェイは悲鳴を上げなかった。この件でウェインは彼のプロフェッショナリズムを称賛した。
撮影は予定より3週間延長され12月15日に終了した。使用されたフィルムの総延長は560,000フィートにも及び、総撮影シーン数は566シーンにもなったという。このフィルムは最終的に3時間13分に編集された。

### 音楽
オリジナルのテーマ曲のほか、ディミトリ・ティオムキンが作曲しポール・フランシス・ウェブスターが作詞した『The Green Leaves of Summer』もメインテーマとして使用された。この曲は何度かリリースされており、ブラザース・フォアによる録音がよく知られる。オリジナル・サウンドトラック・アルバムはコロムビア・レコード、ヴァレーズ・サラバンド、Ryko Recordsからリリースされた。2010年には新規録音されたバージョンがTadlow MusicとPrometheus Recordsから発売された。このバージョンはニック・レインが指揮するプラハ・フィルハーモニー・オーケストラによって演奏されており、未発表だったティオムキンの楽曲がいくつか含まれている。また、マーティ・ロビンスとフランキー・アバロンが歌った『Ballad of the Alamo』も本作のテーマ曲と捉えられている。

## 公開
ウェインは公開に向けたメディアキャンペーンの為、広報担当者としてラッセル・バードウェルを雇った。バードウェルは7つの州にて「アラモの日」を祝うよう約束を取り付け、またアラモに関する教育を支援する旨を全米の小学校に通知した。
1960年、テキサス州サンアントニオのウッドローンシアターにて世界最初の上映が行われた。

## 映画のテーマについて

### 時代考証について
本作では時代考証上の間違いや、あるいは意図的に無視された箇所が多く、またテキサス革命やアラモの戦いの原因に関する説明もほとんど行われない。アラモの研究者であるティモシー・トディッシュは「『アラモ』には歴史的な事実に対応しうるシーンが一切ない」と語った。歴史家ジェームズ・F・ドビーとロン・ティンクルは自身らの名を史実アドバイザーとしてクレジットしないように求めた。

### 政治性
本作にディッキンソン大尉の娘役で出演していたウェインの娘、アイッサ・ウェインは「私が思うに、『アラモ』の制作は父自身の闘争の1つだったのでしょう。それは強迫観念以上のもので、彼のキャリアにおいて相当に個人的なプロジェクトの1つでした。」と述べた。ウェインの関係者の多くも、『アラモ』がウェインの政治的な立場を強く反映している事を認めており、台詞の多くは彼の見解そのものであった。ロバーツとオルソンは共和主義と自由至上主義への転換こそ本作に込められた最も重要なメッセージであると見ている。これを裏付けするものとして、ウェイン扮するデイビー・クロケットの次の台詞がある。
また、本作には冷戦という制作背景も反映されているという。ロバーツとオルソンは、「本作の脚本からはサンタ・アナのメキシコとフルシチョフのソ連邦、あるいはヒトラーのドイツとを関連付けようとしている風に思える。また共通して求められる3つの要素とは、すなわち勇敢、抵抗、死である」と述べている。
多くの脇役が劇中で自由や死に関する見解を述べるが、それらの内容もウェインの見解を反映したものとされる。

## 評価・反応
『アラモ』は莫大な収益を上げたが、それでも製作コストを賄うことは出来ず、結果的にウェインはいくつかの個人的な資産の売却を余儀なくされた。『アラモ』はアカデミー録音賞（ゴードン・E・ソーヤー、フレッド・ハインズ）を受賞した他、アカデミー助演男優賞（チル・ウイルス）、アカデミー撮影賞（カラー部門）、アカデミー編集賞、アカデミー作曲賞（ドラマ・コメディ部門）、アカデミー歌曲賞（歌曲部門, ディミトリ・ティオムキン、ポール・フランシス・ウェブスターの『The Green Leaves of Summer』）、アカデミー作品賞にノミネートされた。こうした多くの部門におけるノミネートの背景には、『サイコ』や『スパルタカス』への対抗を意識したウェイン自身による熱心なロビー活動があったという。
ニューヨーク・ヘラルド・トリビューンは4つ星を付け、「まさに偉業だ。視覚、内容、どこをとっても『アラモ』は一流だ」と評したが、Time誌は「テキサスのように平坦」と評した。公開から数年後にレオナルド・マールティンは時代考証の無視と演説じみた台詞について『アラモ』の脚本を批判したが、一方でクライマックスの戦闘シーンを高く評価した。
Rotten Tomatoesでは、54%のスコアを付けた。
本作はあまりにも大掛かりな広報キャンペーンが仇となり、多くの賞を逃したと考えられている。特にチル・ウイルスが独断で作成しバラエティ誌に掲載した広告はウェインからも怒りを買った。これは「アラモ守備隊が生還を望んだ時よりも強く、キャスト一同はチル・ウイルスのオスカー受賞を望んでいます」とか、「勝つにせよ負けるにせよ引き分けるにせよ、みなさんは私のいとこのようなものです」などという内容であった。審査委員の1人だったグルーチョ・マルクスはこの広告を踏まえ、「親愛なるウイルス氏。あなたのいとことなった事を光栄に思います。けれど私はサル・ミネオに投票しました」というメッセージを送ったという（サル・ミネオも『栄光への脱出』からノミネートされており、ウイルスのライバルであった）。
ただし、本作の興行的失敗はあまりにも莫大な製作コストによるもので、映画作品としては非常に人気がある作品の1つでもある。サウンドトラックアルバムは50年間に渡って販売が続けられている。その人気を反映するように、『アラモ』はしばしばパロディやオマージュの対象として引用される。

## 202分版について
初公開は、70ミリロードショーのため序曲、休憩、終曲を含んだ長尺のもので、上映時間は202分だった。だが、その後の一般公開に際しては大幅にカットさることとなり、最終的に配給元のユナイテッド・アーティスツがリリースしたのは、167分の再編集版となった。
167分版の公開後、202分版のフィルムは失われたものと思われていたが、カナダ人の愛好家であるボブ・ブライデンがアラモ研究者のアシュリー・ウォードと協力し捜索した結果、トロントにて現存する最後の202分版フィルムを発見した。そのフィルムは全く手付かずのまま保管されていたことから非常に良好な状態で、後日に権利元のMGMはこのフィルムを用いて、202分版をVHSやレーザーディスクとしてリリースした。
しかしその後、プリントは分解され保管中に劣化した。2007年時点には閲覧不可の状態となり、MGMはDVDリリースの際にやむを得ず、167分のフィルムを使用することとなった。以降、現存する202分版は標準解像度が480i（アナログ放送と同等）のデジタル映像のみとなっており、一般に流通するのは167分版のみである。また、ロバート・A・ハリスによる修復作業が計画されたものの、実現には至らなかった。
2014年、MGMに202分版を劣化したフィルムから修復するよう求めるインターネットキャンペーンが立ち上げらた。このキャンペーンはテキサス州のテレビ局が特集したほか、J・J・エイブラムス、マット・リーヴス、ライアン・ジョンソンなどの映画製作者から注目を集めた。ただし、同年に出版されたウェインの伝記『ジョン・ウェイン：生涯と伝説』にて著者のスコット・アイマンは、トロントのフィルムは劣化が進み、今では使用できない状態になっていると述べている。
2024年、日本でBlu-rayを発売する際に、担当者が現存するデジタル映像の202分版を特典として収録するためMGMと交渉したものの、許可が降りず断念したといい「現権利元が正規版と認めていないらしく蔵出しは叶いませんでした」としている。

## 関連書籍等
- Clark, Donald, & Christopher P. Andersen. John Wayne's The Alamo: The Making of the Epic Film (New York: Carol Publishing Group, 1995) ISBN 0-8065-1625-9
- Farnsworth, Rodney. "John Wayne's Epic of Contradictions:  The Aesthetic and Rhetoric of Way and Diversity in The Alamo" Film Quarterly, Vol. 52, No. 2 (Winter 1998-1999), p. 24 - 34
- "Dust to Dust" by Robert Wilonsky. Dallas Observer, August 9, 2001